# Oskar Hertwig
Oskar Hertwig (ur. 21 kwietnia 1849 we Friedbergu, zm. 25 października 1922 w Berlinie) – biolog niemiecki, brat Richarda.
W latach 1868–1872 studiował w Jenie, Zurychu i Bonn. W 1881 roku został profesorem na Uniwersytecie w Jenie. Od 1888 roku pracował jako profesor biologii, histologii i embriologii w Uniwersytecie w Berlinie.
Uchodzi za jednego z pionierów embriologii eksperymentalnej. Jego badania naukowe obejmowały zapłodnienie i pierwsze stadia rozwojowe zarodka. Wraz z bratem Richardem stworzył metodę pobudzania do rozwoju jaj jeżowców.
Został pochowany na Cmentarzu Grunewald w Berlinie.